# Dangerous and Moving
„Dangerous and Moving“ е вторият английски студиен албум на руския дует Тату издаден през октомври 2005.

## Списък с песните

### Оригинален траклист
1. „Dangerous and Moving“ (интро) – 0:50
2. „All About Us“ – 3:01
3. „Cosmos (Outer Space)“ – 4:12
4. „Loves Me Not“ – 2:56
5. „Friend or Foe“ – 3:08
6. „Gomenasai“ – 3:43
7. „Craving (I Only Want What I Can't Have)“ – 3:50
8. „Sacrifice“ – 3:10
9. „We Shout“ – 3:02
10. „Perfect Enemy“ – 4:12
11. „Обезьянка Ноль“ – 4:25
12. „Dangerous and Moving“ – 4:36

### Австралийско, Бразилско, Европейско, Японско, Латиноамериканско и Руско издание
1. „Вся Моя Любовь“ – 5:50

### Европейско и Японско издание
1. „Люди Инвалиды“ – 4:35

### Японско издание
1. „Divine“ – 3:17

### Делукс лимитирано издание DVD
1. „All About Us“ (правене на)

### Японско лимитирано издание DVD
1. „All About Us“ (нецензурирана версия видеоклип)
2. „Dangerous and Moving“ (видеоклип)
3. „t.A.T.u. прави видео“
4. „The EPK“